# Светски конгрес Русина
Светски конгрес Русина (рсн. Світовый конґрес русинів, енгл. World Congress of Rusyns) је најзначајнија међународна организација русинског народа, која окупља регионалне и локалне организације из матичних русинских (карпатских) области, као и организације које представљају русинску дијаспору из разних земаља широм света. Општа конгресна заседања одржавају се сваке друге године, а радом организације у интервалима између заседања руководи посебан одбор, под називом: Светски савет Русина (енгл. World Council of Rusyns). Иницијатива за оснивање СКР покренута је крајем 1980-их година, а прво конгресно заседање одржано је 1991. године у Словачкој.
Почевши од 2015. године, организацијом председава др Штефан Љавинец (рсн. Штефан Лявинец), представник Русина из Мађарске, а председничку функцију је у претходном периоду, почевши од 2009. године, обављао Ђура Папуга (рсн. Дюра Папуґа), представник Русина из Србије.
Међу русинским организацијама из Србије, најактивнију сарадњу са СКР остварује Матица русинска, која је била домаћин трећег (1995) и десетог (2009) заседања СКР.

## Делатност
Као кровна организација која делује на глобалном нивоу, СКР има посебан значај за русински народ, који нема своју засебну државу, нити данас има своју аутономну област, коју је имао у периоду од 1918. до 1938. године у облику аутономне Русинске Крајине (1918-1919) и аутономне Поткарпатске Русије (1919-1938). Стога се посебна пажња у оквиру рада СКР поклања сарадњи са државама које су званично признале мањински статус русинског народа. Пошто поједине државе (Украјина) још увек нису признале народну посебност Русина, представници СКР се на глобалном нивоу и даље залажу за свеопште признање русинског народа као посебног словенског народа, који је у свему равноправан са осталим источнословенским народима (Руси, Белоруси, Украјинци).

Посебна пажња у склопу делатности СКР поклања се питањима која се односе на неговање русинске културно-историјске баштине, са тежиштем на афирмацији русинског језика, који је од стране Међународне организације за стандардизацију (ISO) признат и потврђен под називом који је изведен управо из ендонимског (изворног) имена русинског народа (енгл. Rusyn language). Недавни покушај поделе русинског језика (2019), који је учињен без консултација са радним телима СКР, одбијен је почетком 2020. године од стране Међународне организације за стандардизацију (ISO).
Пошто највећи број Русина припада гркокатоличкој вероисповести, СКР је у неколико наврата изражавао забринутост због нерешавања појединих питања која се односе на Рутенску гркокатоличку цркву и положај гркокатоличких Русина у оквиру појединих гркокатоличких епархија.
Приликом сусрета са званичним представницима Католичке цркве, који је одржан 2006. године у Вашингтону, делегација Светског конгреса Русина је пред папским нунцијем изразила забринутост због неповољног положаја Русина у појединим гркокатоличким епархијама (прешовска, мукачевска). Том приликом је указано на разне проблеме који проистичу из непризнавања пуне националне посебности Русина од стране Католичке цркве, што је упоређено са политиком бившег Совјетског Савеза, уз напомену да се Русини у званичној терминологији Католичке цркве још увек означавају као "Рутени" (егзонимски термин са ширим значењем).
Тадашњи председник СКР (2005-2009), проф. др Павел Р. Магочи (енгл. Magocsi, Paul R.) је 2011. године изричито указао на неприкладност употребе рутенских одредница за означавање Русина у међународној терминологији.

## Конгресна заседања
- 1. заседање СКР (1991), Медзилаборце, Словачка
- 2. заседање СКР (1993), Легњица, Пољска
- 3. заседање СКР (1995), Руски Крстур, Србија
- 4. заседање СКР (1997), Будимпешта, Мађарска
- 5. заседање СКР (1999), Ужгород, Украјина
- 6. заседање СКР (2001), Праг, Чешка
- 7. заседање СКР (2003), Прешов, Словачка
- 8. заседање СКР (2005), Крињица, Пољска
- 9. заседање СКР (2007), Сигет, Румунија
- 10. заседање СКР (2009), заједнички: Руски Крстур, Србија и Петровци, Хрватска
- 11. заседање СКР (2011), Пилишсенткерест, Мађарска
- 12. заседање СКР (2013), Ужгород, Украјина
- 13. заседање СКР (2015), Дева, Румунија
- 14. заседање СКР (2017), Осијек, Хрватска
- 15. заседање СКР (2019), Камјенка, Словачка